# Прокопије (противцар)
Прокопије (* рођен око 325. године, умро 27. маја 366. године) био је са мајчине стране један рођак римског цара Јулијана, пошто им је деда по мајци био Јулије Јулијан. Прва жена му је вероватно била Артемизија. После његове смрти, Прокопије је сам покушао да постане цар.

## Биографија
По Амијану Марцелину Прокопије је потицао из Киликије, из Корикоса. Учествовао је у Јулијановом походу против Персијанаца 363. године. Када је после Јулијанове смрти, војска изабрала за цара Јовијана, Прокопије се сакрио да би сачувао свој живот. Крио се вероватно у Халкедону у кући бившег епископа Евномија.
Но, Јовијан је убрзо умро, и Валентинијан I је постао цар заједно са својим братом Валенсом. Прокопије је тада покушао да дође на власт. Упао је са неком војском у Цариград, и 28. септембра 364. године се прогласио за цара. Провинције Тракија и Битинија су се ставиле на његову страну. 
Валенс се приближио Прокопију. Имао је и велику подршку Гота. У битки која је уследила, Прокопијева војска је била поражена. Он је успео да побегне, али је убрзо ухваћен, предат Валенсу, који је наредио да се овај убије.